# Estació de Sant Andreu de Llavaneres
Sant Andreu de Llavaneres és una estació de ferrocarril propietat d'adif situada al barri marítim de Sant Andreu de Llavaneres a la comarca del Maresme. L'estació es troba a la línia Barcelona-Mataró-Maçanet per on circulen trens de les línies de rodalia R1 i RG1 de Rodalies de Catalunya operades per Renfe Operadora.
Aquesta estació de la línia de Mataró es va inaugurar com a baixador l'any 1900, tot i que aquest tram va entrar en servei el 1857 quan es va obrir la primera ampliació del ferrocarril de Barcelona a Mataró, la primera línia de ferrocarril de la península Ibèrica, fins a Arenys de Mar. La iniciativa de la construcció del ferrocarril havia estat de Miquel Biada i Bunyol per dur a terme les múltiples relacions comercials que s'establien entre Mataró i Barcelona.
L'any 2016 va registrar l'entrada de 332.000 passatgers.
| Procedència/Destinació                  | <      | Línia | >               | Procedència/Destinació                        |
| --------------------------------------- | ------ | ----- | --------------- | --------------------------------------------- |
| Rodalia de Barcelona                    |        |       |                 |                                               |
| Molins de Rei L'Hospitalet de Llobregat | Mataró |       | Caldes d'Estrac | Arenys de Mar Calella Blanes Maçanet-Massanes |
| Rodalia de Girona                       |        |       |                 |                                               |
| L'Hospitalet de Llobregat               | Mataró |       | Caldes d'Estrac | Figueres Portbou                              |